# Simon Byrne

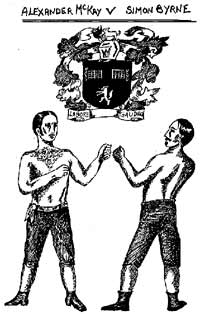
Den enda kända bilden av Simon Byrne, en affisch som gör reklam för matchen mellan Alexander McKay (vänster) och Simon Byrne (höger).

Simon Byrne, född 1806, död 2 juni 1833, var en irländsk boxare som boxades utan handskar i enlighet med den tidens regler. Han bar smeknamnet "The Emerald Gem" (ungefär: Smaragdädelstenen eller Smaragdjuvelen). Då han blivit tungviktsmästare i boxning på Irland drogs han till England på grund av de större prissummorna där, och med en förhoppning om att kunna bli tungviktsmästare även där. Han blev en av endast sex boxare i världen som varit involverad i dödliga matcher, både som överlevande såväl som avliden (Journal of Combative Sport sträcker sig tillbaka till 1741). Hans död var en av de faktorer som ledde till en förbättrad säkerhetsstandard i tidig engelsk boxning.
Byrne var boxare under en tidsperiod då engelsk boxning, trots att den var olaglig, beskyddades av många mäktiga personer. Varken beskyddet eller boxningens popularitet, förhindrade dock korruptionen, de höga vadslagningssummorna, eller de riggade matcherna. Det finns endast åtta registrerade matcher med Byrne. Hans karriär och hur framstående han var kan bedömas utifrån endast tre av de matcherna: hans matcher mot Alexander McKay, Jem Ward respektive James Burke. I matchen mot McKay avled McKay; i den efterföljande matchen mot Ward förlorade Byrne och sades ha varit oförmöget att slåss; och i hans slutgiltiga kamp mot James Burke dödades Byrne.

## Tidig 1800-tals boxning i England

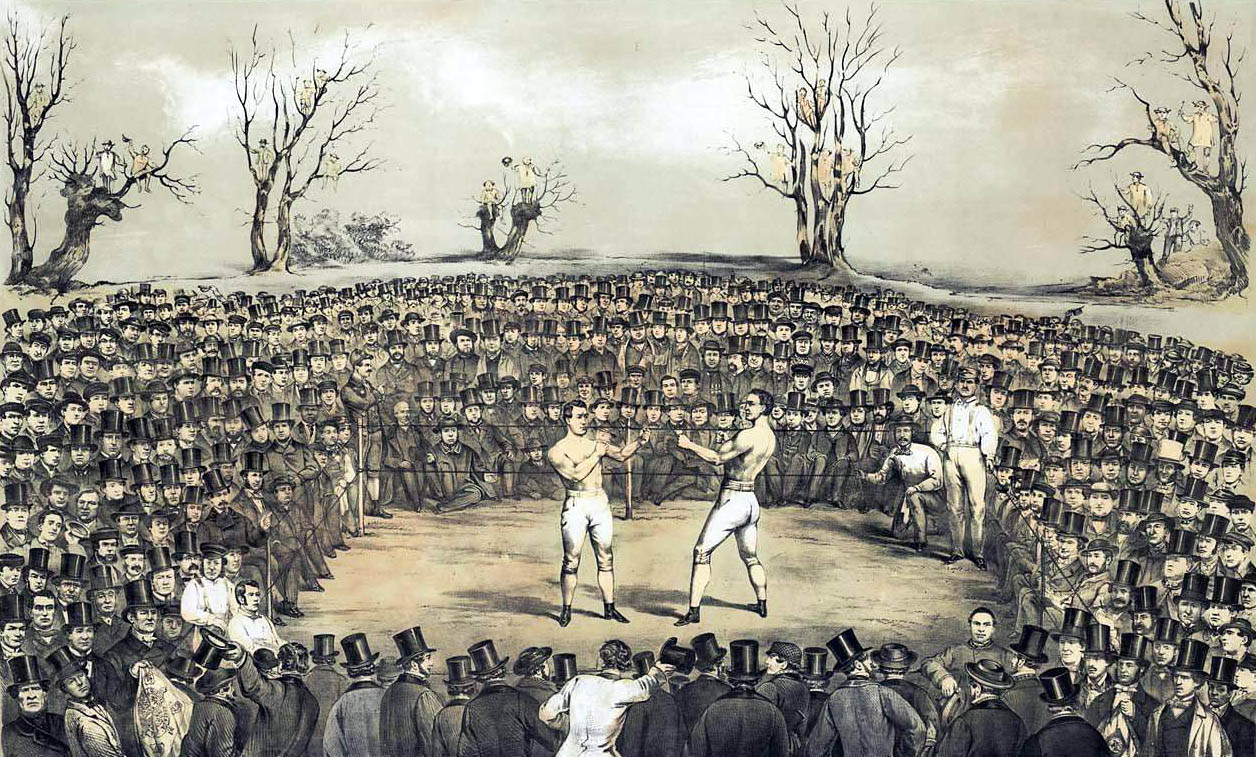
En typisk boxningsmatch på 1800-talet hölls ofta i ett varuhus, gårdsplanerna på värdshus eller på öppna fält belägna långt ifrån de lokala myndigheterna. Just den här målningen är av Byrnes vän Jem Ward.

Under den första halvan av 1800-talet började boxning få en egendomlig ställning i det brittiska samhället. Den stöddes av medlemmar från etablissemanget från prinsar av blodet och nedåt, trots att det var olagligt. Det har hävdats att orsaken till att det var olagligt inte främst var omsorg om de enskilda boxarnas hälsa, utan på grund av oroligheterna, tumultet och upploppen som ofta uppkom i samband med en planerad match. Trots förbudet förannonserades matcherna med affischer på allmänna platser. Platsen för matchen ändrades dock i sista minuten för att undvika myndigheterna, vilket ofta förorsakade besvär för publiken och ledde till oroligheter.
Reglerna för sporten baserades på de som ritats upp av Jack Broughton år 1743, vilka var tvetydiga och ofta öppna för tolkningar. Brottning, bitande, försök att trycka ut ögonen och slag under bältet ignorerades ofta av domaren.
Sportens popularitet fick en uppgång utan motstycke under Georg IV:s av Storbritannien tid som prinsregent då det öppet stöddes av prinsen och dennes bröder. Mästerskapsmatcher i boxning fick ett tvivelaktigt rykte som en plats där man kunde bli sedd av de rika från överklassen. Därför kom matcherna att ses av tusentals personer, och många satsade även pengar på utgången av dem. Vilhelm August, hertig av Cumberland (en släkting till kung Georg III av Storbritannien) rapporterades ha satsat tusentals pund på den legendariska boxaren Jack Broughton.
Vid 1820-talet hade boxningen blivit ett näste för spelrelaterad korruption. Boxaren Jem Ward, som dominerade mästerskapen, personifiera det då han var känd för att förlora mot en avgift och han erkände vid ett tillfälle att han gjort så för 100 brittiskt pund, vilket motsvarar tusentals pund i dagens penningvärde. Vid 1830 hade sporten blivit allmänt känd för den omfattande korruptionen och diskvalificering och öppet fusk var vanligt. Gruppen av ”supportrar” som följde Wards bror Nick hotade ofta öppet domarna och fick dem att diskvalificera de andra deltagarna. Det var mot den bakgrunden som Simon Byrne verkade.

## Tidigt liv
Mycket lite, förutom att han var född på Irland år 1806, är känt om Byrnes tidiga liv. Hans första match ägde rum 1825 i vilken han förlorade mot Mike Larking. Matchen varade 138 ronder under två och en halv timme; detta trots att en rond kunde variera i längd och vanligtvis endast slutade när en man knockats. Hans andra match gick mot Jack Manning 1826 och slutade oavgjort, vilket ledde till att han tjänade 100 pund. Därefter gick Byrnes sin första match mot den skotske boxaren Alexander McKay. Byrnes vann enkelt matchen efter fem ronder och tjänade 100 pund. Den matchen var McKays första match med prispengar. Den segern följdes snart av en vinst mot Bob Avery då han tjänade 50 pund, såväl som en seger där mot Phil Samson år 1829 efter vilken han mottog 200 pund i prispengar. Med den tidens standard var den summan enorm, och det är därför överraskande att han erbjöds ytterligare 200 pund för en returmatch mot den mindre erfarne McKay, som han så enkelt besegrat vid den tidigare matchen. Pengarna fick han behålla oavsett om han vann eller förlorade. Idag skulle pengavärdet motsvara cirka 13 500 pund.

## Matchen mot McKay

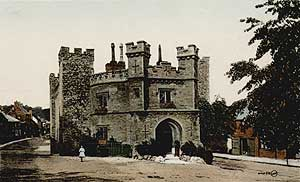
Buckingham Gaol i vilken Byrne spärrades in 1830, efter hans match mot McKay.

Matchen mot Alexander McKay kom att bli Byrnes första steg mot att bli allmänt känd. Den 2 juni 1830 möttes de. Byrne kallades för "Champion of Ireland" (ungefär: "Irlands mästare") och McKay för "Champion of Scotland" (ungefär: "Skottlands mästare"). Vinnaren skulle få möta tungviktsmästaren Jem Ward från England.
Matchen anordnades på Tom Springs "Castle Tavern", i Holborn. Den tidigare proffsboxaren Rom Springer, kassör på "Fair Play club", organisationen som övervakade boxning, var oerhört inflytelserik i boxningsvärlden. Tillsammans med två andra legendariska boxare, Gentleman Jackson och Tom Cribb (som även var Byrnes manager) var han Byrnes sponsor för matchen.

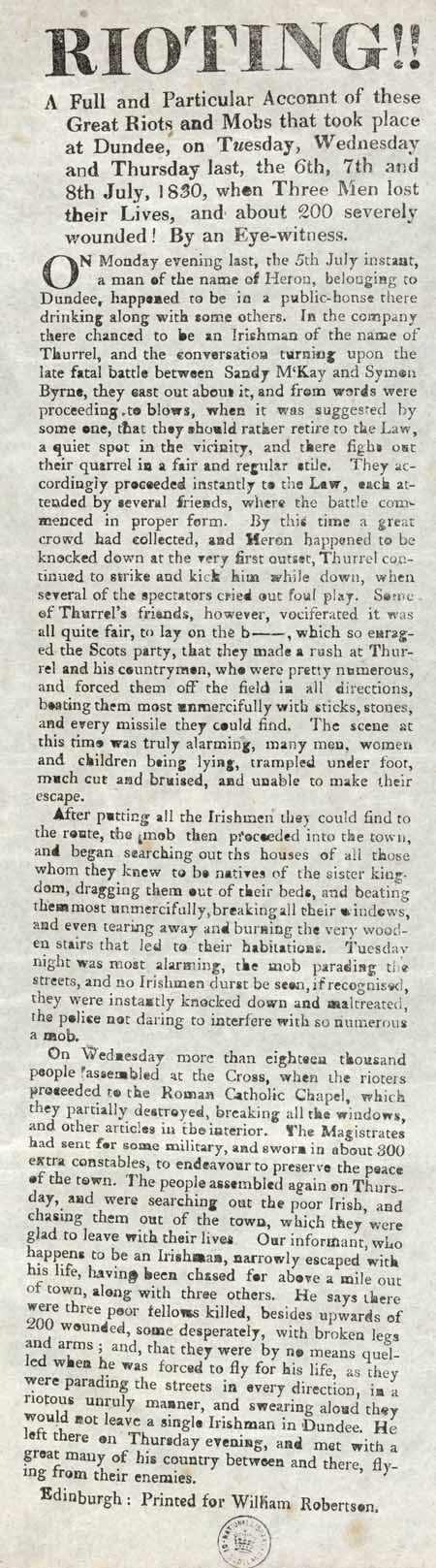
En tidnings rapport om upploppen mot den irländska befolkningen i Dundee efter McKays död.

Kontrakten skrevs under på Springs värdshus och förberedelser gjordes för att hålla matchen i Hanslope, Buckinghamshire. I sista stund, då en stor samling åskådare redan börjat samlats i Hanslope, flyttades matchen till Salcey Green, i grevskapet Northamptonshire, vilket förhindrade att poliserna från Buckinghamshire kunde stoppa det hela.
Trots publiciteten och annonseringen inför matchen var det endast McKays fjärde professionella match. Det var den andra gången de två möttes; två och ett halvt år tidigare hade Byrne besegrat honom. Sedan dess hade McKay gått endast tre matcher, vilka han vunnit.